# Istituto storico Parri Bologna Metropolitana
L'Istituto storico Parri Bologna Metropolitana è un istituto storico di Bologna intitolato a Ferruccio Parri. Fondato nel 1963 e facente parte del circuito dell'Istituto nazionale Ferruccio Parri - Rete degli istituti per la Storia della Resistenza e dell'età contemporanea, si occupa di ricerca, divulgazione e conservazione di documenti relativi alla storia contemporanea locale, nazionale e internazionale.

## Storia
L'istituto venne fondato il 2 giugno 1963 col nome di Deputazione per l’Emilia e la Romagna per la storia del movimento della Resistenza e della guerra di Liberazione come articolazione regionale dell'INSMLI, ora Istituto nazionale Ferruccio Parri. L'istituto nazionale era stato fondato dallo stesso Parri nel 1949 a Milano e riconosciuto dallo Stato solo nel 1967 con l'obiettivo di conservare la documentazione del periodo della Resistenza italiana.
Similmente, l'Istituto Parri di Bologna nacque dalla necessità di conservare la memoria del movimento di Liberazione, sottraendo la documentazione prodotta dal movimento antifascista e partigiano alla distruzione e alla dispersione, rendendola disponibile ad un pubblico di studiosi dell'antifascismo, della Resistenza e della Guerra di liberazione.
Nel corso degli anni l'istituto bolognese decide di affrontare altri temi oltre alla Guerra di Liberazione, come ad esempio la storia del regime fascista e la Guerra civile spagnola oppure la storia italiana del Novecento e il miracolo economico. Nel 2003 venne assegnata all'istituto una nuova sede, presso il convento della Chiesa di San Mattia in via Sant'Isaia.
Nel 2013 all'istituto (all'epoca Istituto Storico Parri Emilia-Romagna) furono accorpati altre tre associazioni che si occupavano di tematiche liminari: l'Isrebo (Istituto provinciale di storia della Resistenza "Luciano Bergonzini"), il Landis (Laboratorio nazionale per la didattica della storia) e il Cedost (Centro di documentazione storico-politica sullo stragismo).

## Collezioni

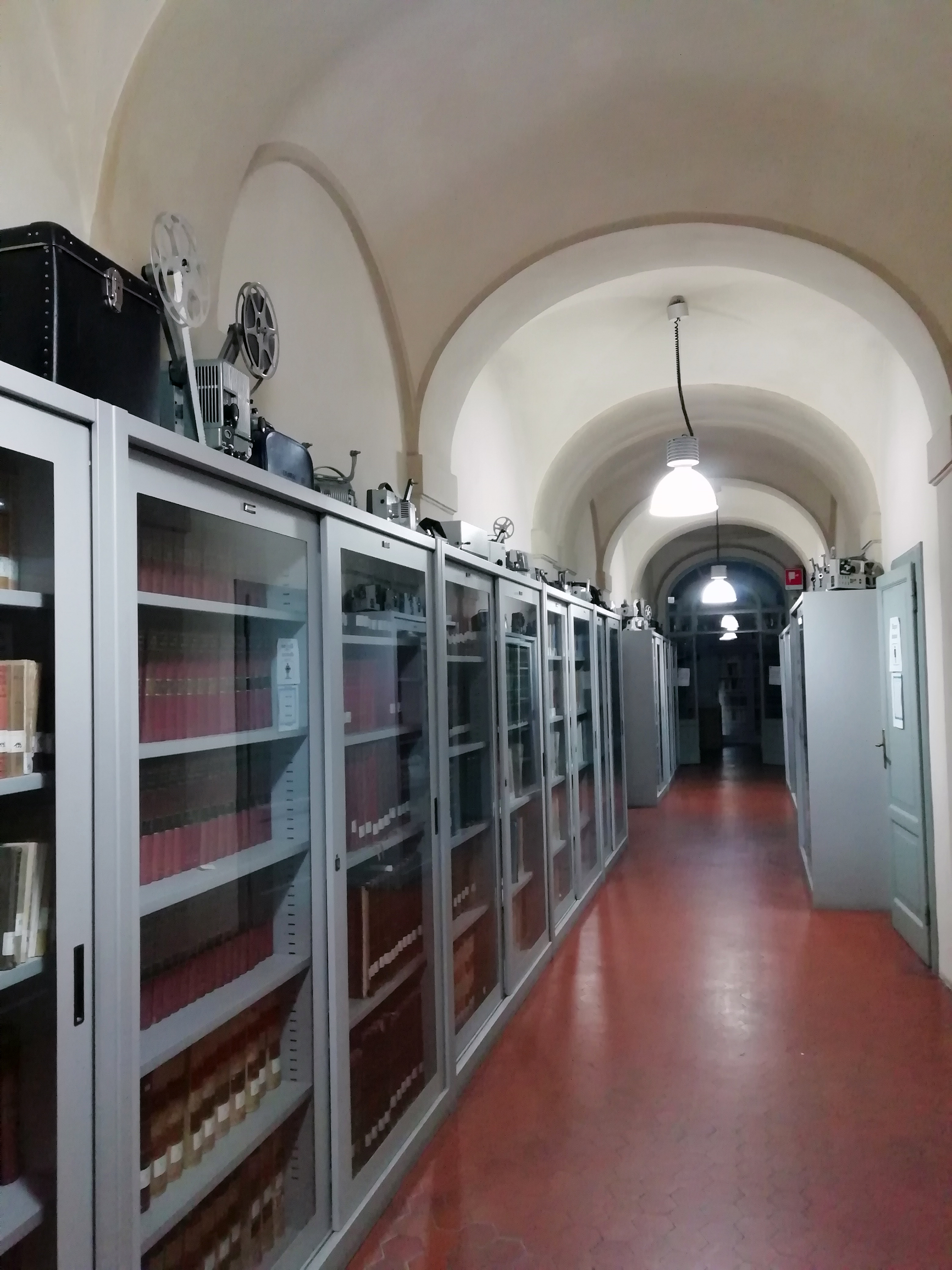
Corridoio

Oltre alle tradizionali modalità di conservazione, l'istituto gestisce una biblioteca digitale nella quale viene pubblicato online grandi parti del materiale conservato come volumi, opuscoli e fondi fotografici.

### Archivio
Il primo nucleo documentario, prevalentemente fotografico, venne costituito con la nascita dell'istituto negli anni '60; in seguito, numerosi versamenti e acquisizioni hanno accresciuto il patrimonio archivistico conservato.
L'istituto conserva materiali sulla storia contemporanea, in particolare sulla seconda guerra mondiale, il fascismo e l'antifascismo, la Resistenza e il periodo del dopoguerra e la ricostruzione.

### Biblioteca
La biblioteca possiede oltre 68.000 tra volumi e opuscoli ed è specializzata sulla storia contemporanea italiana; inoltre conserva alcuni fondi librari particolari, come sulla guerra civile spagnola, dono dell'AICVAS o quello sulla didattica della storia o sullo stragismo. Oltre al patrimonio librario la biblioteca custodisce diverso materiale fotografico, audiovisivo e multimediale.
La raccolta di periodici e quotidiani consta di 1461 testate, di cui 124 correnti e 40 quotidiani cessati. Tra i periodici consultabili in emeroteca si segnalano le raccolte de la Repubblica, il Corriere della Sera, Il Resto del Carlino, l'Unità, il Secolo d'Italia, il Manifesto, Liberazione, l'Espresso, Panorama, l'Europeo, il Borghese, il Candido, l'Illustrazione Italiana, la Domenica del Corriere e la Rivista illustrata del Popolo d'Italia.

## Attività
La sezione didattica dell'istituto collabora con le scuole dell'area metropolitana di Bologna e si incentra sulla didattica della storia del Novecento. La sezione multimediale (precedentemente "audiovisivi") nacque nel 1972 e si occupa del rapporto tra storia, cinema e televisione.
L'istituto gestisce in convenzione con il comune di Bologna il Museo della Resistenza cittadina.
Oltre alla pubblicazione di monografie e degli esiti delle ricerche, periodicamente si propongono presentazioni di libri, incontri, seminari e mostre aperti al pubblico.